# Onopordum
 Onopordum  L., 1753 è un genere di piante angiosperme dicotiledoni appartenenti alla famiglia delle Asteraceae, dall'aspetto di erbacee annuali o perenni tipicamente provviste di aculei.

## Etimologia
La prima citazione del nome di queste piante è dovuta a Gaio Plinio Secondo (23 - 79). Secondo lo scrittore romano il nome del genere deriva da due vocaboli greci: ”ònos” e ”pordon” alludendo ai rumorosi effetti che queste piante provocano negli asini quando le pascolano.
Il nome scientifico (”Onopordum”) delle piante di questa voce è stato proposto da Carl von Linné (1707 – 1778) biologo e scrittore svedese, considerato il padre della moderna classificazione scientifica degli organismi viventi, nella pubblicazione ”Species Plantarum” del 1753. Prima di Linneo questo gruppo di piante era denominato dal botanico francese Sébastien Vaillant (1669 – 1722) con il nome di ”Onopordon”.

## Descrizione
I dati morfologici si riferiscono soprattutto alle specie europee e in particolare a quelle spontanee italiane.
Queste piante sono alte mediamente tra i 5 e 20 dm (fino a 40 dm nelle forme naturalizzate in America). La forma biologica della maggior parte delle specie (almeno per le specie europee) è emicriptofita bienne (H bienn), ossia sono piante con gemme svernanti al livello del suolo e protette dalla lettiera o dalla neve, con ciclo vitale biennale (il primo anno formano perlopiù una rosetta basale, mentre fioriscono il secondo anno). Altre specie hanno un ciclo biologico più breve essendo annuali. Alcune piante sono densamente ghiandolose, mentre altre sono ricoperte da un velluto di aspetto bianco o grigio-cotonoso/lanoso (tomentosità a ragnatela). Raramente sono specie acaulescenti.

### Radici
Le radici sono secondarie da fittone.

### Fusto
- Parte ipogea: la parte sotterranea consiste in una grossa, carnosa radice a fittone.
- Parte epigea: la parte aerea del fusto è eretta e robusta, può essere ramificato-corimbosa, semplice oppure persino acaule; in tutti i casi è spinosa. Sia il caule che i rami possiedono delle espansioni alari dentato-spinose più o meno sviluppate a seconda della specie.

### Foglie
Le foglie sono di due tipi radicali e caulinari. Sono spinose e quelle caulinari sono decorrenti a disposizione alterna. La lamina in genere ha una forma oblunga con bordi sinuato-lobati, oppure in altre specie è decisamente pennata (raramente indivisa); i lobi (o segmenti) sono tutti spinosi. Quelle basali sono soprattutto oblanceolate e grossolanamente dentato-spinose.

### Infiorescenza
Le infiorescenze sono formate da grossi capolini peduncolati terminali, solitari o agglomerati (più raramente), all'apice del caule o dei rami laterali. I fiori sono racchiusi in un involucro sub-globoso, allargato o piriforme, formato da diverse squame (o brattee) verdi, lanceolate o lesiniformi, peduncolate o sessili, a superficie liscia o con ghiandole e con bordi profondamente seghettati, disposte in modo embricato su più serie (brattee multi seriate). Le squame superiori sono patenti e con spine molto evidenti. All'interno dell'involucro un ricettacolo piano, carnoso e faveolato, ricolmo di nettare e non setoloso (ricettacolo nudo senza pagliette), fa da base ai fiori tubulosi. Questi sono inseriti in profondi alveoli limitati da un margine membranaceo. I diametri dei capolini possono arrivare fino a 7 cm.

### Fiori
I fiori del capolino sono tutti tubulosi (il tipo ligulato, presente nella maggioranza delle Asteraceae,  qui è assente), sono inoltre ermafroditi, tetraciclici (a 4 verticilli: calice– corolla – androceo – gineceo) e pentameri (ogni verticillo ha 5 elementi).
- Formula fiorale:

- /x K {\displaystyle \infty }, [C (5), A (5)], G 2 (infero), achenio

- Calice: i sepali del calice sono ridotti al minimo (una coroncina di scaglie).
- Corolla: le corolle sono penntafide e di colore violaceo, roseo o roseo-porporino o roseo-violetto (raramente sono bianche). La superficie è liscia o cosparsa da ghiandole (anche molto fitte).
- Androceo: gli stami sono 5 ed hanno dei filamenti staminali glabri ma minutamente papillosi che possiedono la particolarità di compiere dei movimenti per liberare il polline. Le antere sono caratterizzata da appendici lanceolato-acuminate e sagittate alla base.
- Gineceo: l'ovario è unico ed è formato da due carpelli: ovario bicarpellare infero uniloculare (l'ovario porta un solo uovo anatropo). La superficie stigmatica è posta all'interno degli stigmi.[15]
- Fioritura: a seconda della specie e dell'altitudine i periodi dell'antesi sono due: aprile-maggio e luglio-agosto.

### Frutti
I frutti sono degli acheni con pappo. La forma dell'achenio è obovata-compressa o obcuneata con quattro o più spigoli longitudinali e superficie glabra. Il colore è bruno. Il pappo fulvo è composto da più serie di setole, scabre (le setole sono semplici, dentellate ma non piumose) e connate alla base tramite un anello coronato.

## Biologia
- Impollinazione: l'impollinazione avviene tramite insetti (impollinazione entomogama).
- Riproduzione: la fecondazione avviene fondamentalmente tramite l'impollinazione dei fiori (vedi sopra).
- Dispersione: i semi cadendo a terra (dopo essere stati trasportati per alcuni metri dal vento per merito del pappo – disseminazione anemocora) sono successivamente dispersi soprattutto da insetti tipo formiche (disseminazione mirmecoria).

## Distribuzione e habitat
L'habitat tipico per le specie di questo genere sono le zone ruderali, le aree disabitate e decadenti e i margini dei sentieri. La distribuzione è prevalentemente mediterranea: Europa meridionale, Africa settentrionale, Asia occidentale e Isole Canarie. In America e Australia il genere è naturalizzato. Per un approfondimento sulla distribuzione e sull'habitat relativamente alla flora italiana vedere il paragrafo ”Specie spontanee italiane”.

## Tassonomia
La famiglia di appartenenza di questa voce (Asteraceae o Compositae, nomen conservandum) probabilmente originaria del Sud America, è la più numerosa del mondo vegetale, comprende oltre 23.000 specie distribuite su 1.535 generi, oppure 22.750 specie e 1.530 generi secondo altre fonti (una delle checklist più aggiornata elenca fino a 1.679 generi). La famiglia attualmente (2021) è divisa in 16 sottofamiglie.
La tribù Cardueae (della sottofamiglia Carduoideae) a sua volta è suddivisa in 12 sottotribù (la sottotribù Onopordinae è una di queste).

### Filogenesi
Attualmente il genere Onopordum appartiene alla sottotribù Onopordinae. Le specie della sottotribù Onopordinae in precedenti trattamenti erano descritte all'interno del gruppo informale (provvisorio da un punto di vista tassonomico) "Onopordum Group". Il gruppo delle Onopordinae, nell'ambito della tribù, occupa una posizione centrale tra le sottotribù Staehelininae e Carduinae. L'età di divergenza della sottotribù può essere posizionata tra i 17 e i 13 milioni di anni fa.
La posizione tassonomica del genere Onopordum ha subito più di un cambiamento. A metà del Novecento era posizionato nella tribù delle Cynareae (sottofamiglia Tubiflorae). Successivamente (verso gli anni ottanta dello scorso secolo) il botanico e tassonomista Arthur Cronquist (1919 – 1992) nella sua schematizzazione delle angiosperme (Sistema Cronquist) lo ha posizionato nella sottotribù Carduinae (tribù Cardueae, sottofamiglia Cichorioideae). L'attuale sistema di classificazione Angiosperm Phylogeny Group (classificazione APG) basato su analisi di tipo filogenerico molecolare pur mantenendo valida la sua posizione nella sottotribù e nella tribù del Sistema Cronquist, lo ha trasferito in una nuova sottofamiglia: Carduoideae.
Nell'ambito della sottotribù, divisa in due cladi principali, il genere di questa voce fa parte del primo clade. È il primo gruppo ad essersi separato dal resto della sottotribù.
Il numero cromosomico delle pecie di questo genere è 2n = 34.
L'importanza (negativa) di questo gruppo è data soprattutto per la presenza all'interno di esso di diverse specie infestanti come Onopordum acanthium L. e Onopordum nervosus L..

### Specie spontanee italiane
Le specie spontanee italiane per questo genere sono:
- Onopordum acanthium L. - Onopordo tomentoso
- Onopordum horridum Viv. - Onopordo orrido
- Onopordum illyricum L. - Onopordo maggiore
- Onopordun macracanthum Schoush - Onopordo a fiori grandi
- Onopordum tauricum Willd. - Onopordo marchigiano
- Onopordum caulescens d'Urv.: questa specie non indicata nella "Flora d'Italia" (seconda edizione 2018) si trova in Sicilia, Grecia e alcune altre aree del Mediterraneo orientale.

Nella più recente An annotated checklist of the Italian Vascular Flora la specie Onopordum horridum viene considerata sinonimo di Onopordum illyricum subsp. horridum (Viv.) Franco; inoltre Onopordum argolicum è risultato sinonimo di Onopordum tauricum.

### Visione sinottica delle specie italiane
Per meglio comprendere ed individuare le varie specie del genere (solamente per le specie spontanee della flora italiana) l'elenco che segue utilizza in parte il sistema delle chiavi analitiche (vengono cioè indicate solamente quelle caratteristiche utili a distingue una specie dall'altra):
- 1A: l'habitus delle piante si presenta bianco o bianco-grigiastro; la superficie è pubescente (tomentosa-lanosa);

- 2A: le brattee medie dell'involucro sono larghe al massimo 3 mm;

- Onopordum acanthium L. - Onopordo tomentoso: l'altezza della pianta varia da 5 a 15 dm; il ciclo biologico è bienne; la forma biologica è emicriptofita bienne (H bienn); il tipo corologico è Est Mediterraneo / Turanico (Archeofita); l'habitat tipico sono gli incolti, le zone ruderali (in montagna vicino ai covili delle pecore) e le aree lungo le vie; la distribuzione sul territorio italiano è comune ed è relativa al Nord e Centro fino ad un'altitudine di 1.500 m s.l.m..

- 2B:  le brattee medie dell'involucro sono larghe minimo 5 mm ;

- 3A: le foglie hanno al massino 7 lobi per lato; la lunghezza della corolla varia da 15 a 30 mm; il pappo è lungo fino a 9 mm;

- Onopordum macracanthum Schoush - Onopordo a fiori grandi: l'altezza della pianta varia da 7 a 15 dm; il ciclo biologico è bienne; la forma biologica è emicriptofita bienne (H bienn); il tipo corologico è Sud Ovest Mediterraneo; l'habitat tipico sono gli incolti aridi e le garighe; la distribuzione sul territorio italiano è relativa alla Sardegna.

- 3B: le foglie hanno al minimo 8 lobi per lato; la lunghezza della corolla varia da 25 a 35 mm; il pappo è lungo al minimo 10 mm;

- Onopordum illyricum L. - Onopordo maggiore: l'altezza della pianta varia da 3 a 20 dm; il ciclo biologico è bienne; la forma biologica è emicriptofita bienne (H bienn), ma anche emicriptofita scaposa (H scap); il tipo corologico è Steno - Mediterraneo; l'habitat tipico sono gli incolti, le macerie e le aree nei pressi delle stalle; la distribuzione sul territorio italiano è relativa al Centro e Sud (Isole comprese) fino ad un'altitudine di 1.200 m s.l.m..

- 1B: l'habitus delle piante si presenta più o meno verde; la superficie è glabra o sparsamente pubescente;

- 4A: le piante si presentano ghiandolose (specialmente sull'involucro del capolino);

- Onopordum tauricum Willd. - Onopordo marchigiano: l'altezza della pianta varia da 5 a 20 dm; il ciclo biologico è bienne; la forma biologica è emicriptofita bienne (H bienn); il tipo corologico è Sud Est Europeo / Pontico; l'habitat tipico sono gli incolti e le zone ruderali e gli immondezzai; la distribuzione sul territorio italiano è rara ed è relativa soprattutto al Sud e Sicilia fino ad un'altitudine di 1.500 m s.l.m..

- 4B: le piante in genere non sono ghiandolose;

- Onopordum horridum Viv. - Onopordo orrido: l'altezza della pianta varia da 5 a 13 dm; il ciclo biologico è bienne; la forma biologica è emicriptofita bienne (H bienn); il tipo corologico è Nord Est Mediterraneo; l'habitat tipico sono gli incolti e le zone ruderali, gli immondezzai e gli ovili; la distribuzione sul territorio italiano è comune ed è relativa al Centro e Sud (Isole comprese) fino ad un'altitudine di 1.500 m s.l.m..

A questo elenco è da aggiungere la specie Onopordum caulescens d'Urv..

#### Zona alpina
La tabella seguente mette in evidenza alcuni dati relativi all'habitat, al substrato e alla distribuzione dell'unica specie di questo genere presente nella zona alpina:.
| Specie | Comunità vegetali | Piani vegetazionali | Substrato  | pH     | Livello trofico | H2O   | Ambiente | Zona alpina          |
| --- | ----------------- | ------------------- | ---------- | ------ | --------------- | ----- | -------- | -------------------- |
| O. acanthium | 5                 | montano collinare   | Ca – Ca/Si | basico | alto            | secco | B2       | CN TO AO SO BS TN BZ |
| Legenda e note alla tabella. Substrato con “Ca/Si” si intendono rocce di carattere intermedio (calcari silicei e simili); vengono prese in considerazione solo le zone alpine del territorio italiano (sono indicate le sigle delle province). Comunità vegetali: 5 = comunità perenni nitrofile Ambienti: B2 = ambienti ruderali, scarpate |                   |                     |            |        |                 |       |          |                      |

### Specie europee
In Europa, oltre alle specie spontanee della flora italiana, sono presenti le seguenti altre specie (selezione):
- Onopordum acaulon L., 1763 - Distribuzione: Francia e Spagna
- Onopordum caulescens d'Urv., 1822 - Distribuzione: Grecia e Malta
- Onopordum corymbosum Willk., 1875 - Distribuzione: Francia e Spagna
- Onopordum dissectum Murb., 1921 - Distribuzione: Spagna
- Onopordum eriocephalum Rouy, 1897 - Distribuzione: Francia
- Onopordum laconicum Rouy, 1896 - Distribuzione: Grecia (non riconosciuta da altre checklist)
- Onopordum longissimum Pau, 1903 - Distribuzione: Spagna  (non riconosciuta da altre checklist) 
- Onopordum macracanthum Schousb. - Distribuzione: Spagna, Portogallo, Sardegna
- Onopordum majoris Beauverd, 1914 - Distribuzione: Creta  (non riconosciuta da altre checklist) 
- Onopordum messeniacum Halácsy, 1902 - Distribuzione: Grecia  (non riconosciuta da altre checklist) 
- Onopordum micropterum Pau, 1889 - Distribuzione: Spagna
- Onopordum myriacanthum Boiss., 1859 - Distribuzione: Grecia e Bulgaria
- Onopordum nervosum Boiss. - Distribuzione: Spagna e Portogallo
- Onopordum parnassicum Boiss. & Heldr., 1859 - Distribuzione: Grecia e Macedonia del Nord

### Ibridi
Elenco di alcuni ibridi relativi alla flora spontanea italiana:
- Onopordum ×dumoulinii Stein - Ibrido tra: Onopordum acanthium e Onopordum illyricum
- Onopordum ×godronii Thell., 1912 - Ibrido tra: Onopordum acanthium e Onopordum tauricum
- Onopordum ×setense Arènes, 1942 - Ibrido tra: Onopordum illyricum e Onopordum tauricum

### Sinonimi
Questa entità ha avuto nel tempo diverse nomenclature. L'elenco seguente indica alcuni tra i sinonimi più frequenti:
- Acanos Adans.
- Acanthium Heist. ex Fabr.
- Onopordon: variante ortografica

### Generi simili
Tra i “Cardi” due generi sono molto simili al genere Onopordum:
- Carduus L.: si distingue tra l'altro per il ricettacolo provvisto di pagliette, per i filamenti degli stami pubescenti e per le setole del pappo non saldate alla base (in Odopordum il ricettacolo è nudo, i filamenti sono glabri e le setole sono saldate).
- Cirsium Miller: si distingue tra l'altro per l'achenio a forma cilindrico-compressa con sezione ellittica e il pappo formato da setole piumose (in Odopordum l'achenio è obovato e le setole sono scabre).

## Usi
Queste specie in qualche caso hanno degli utilizzi eduli. Il ricettacolo carnoso del capolino di alcuni onopordi è commestibile (ha un sapore dolce e gradevole simile al carciofo); mentre gli steli, raccolti prima della fioritura, levate le spine e la parte esterna più coriacea, possono essere mangiati come gli asparagi. Altrimenti vengono usati nel giardinaggio decorativo grazie ai grandi e vistosi capolini. Le prime indicazioni di un uso di questo tipo (nei giardini italiani) si hanno del 1640. Le specie maggiormente coltivate sono Onopordum acanthium e Onopordum illyricum che in alcune varietà giganti possono raggiungere anche i 2,5 metri di altezza.